# Leipziger Messemännchen

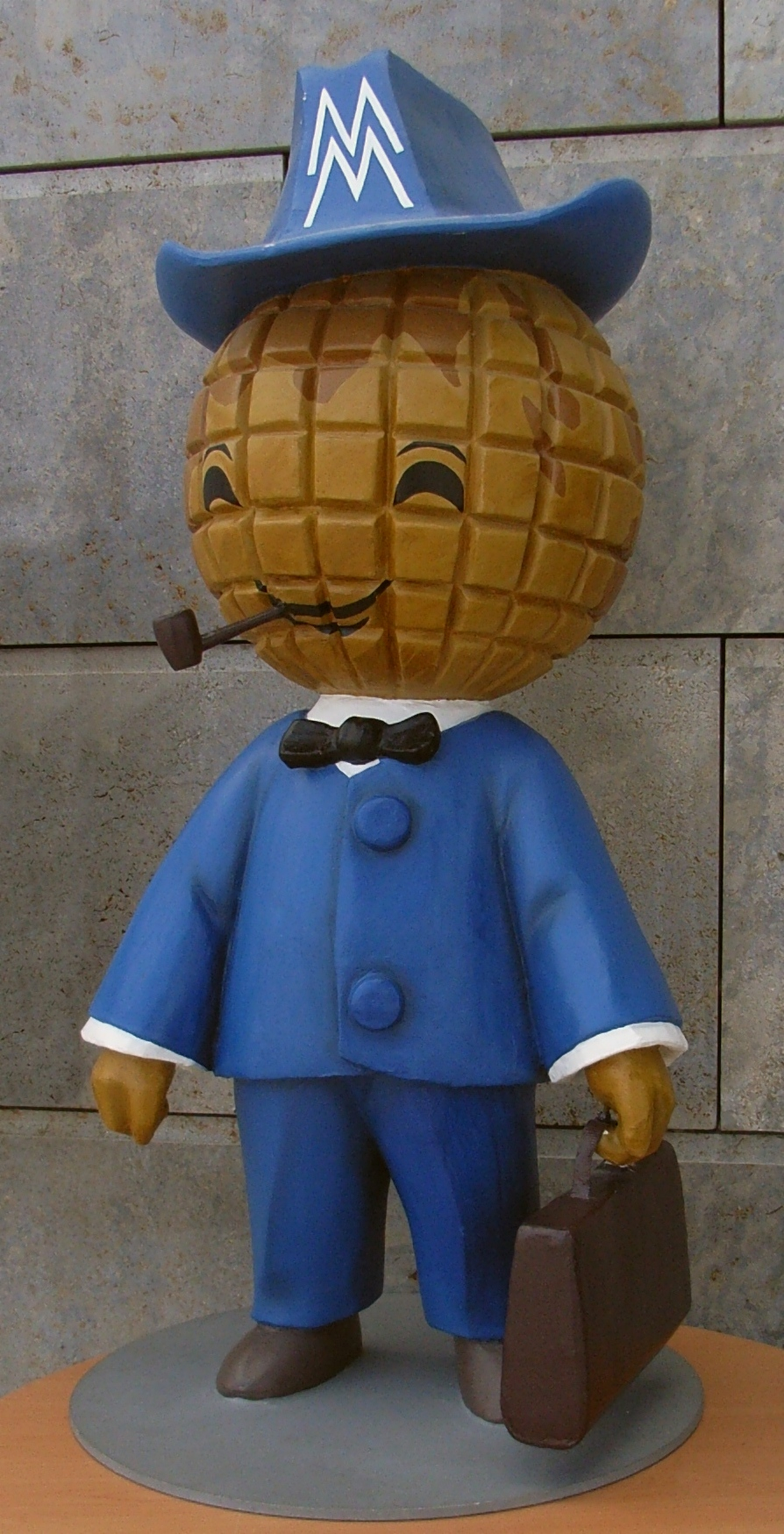
Das Messemännchen

Das Leipziger Messemännchen (kurz Messemännchen) war das Maskottchen der Leipziger Messe in der Deutschen Demokratischen Republik (DDR) und ist es bis heute geblieben.

## Die Figur
Das Messemännchen stellt einen Handelsreisenden mit einem übergroßen Kopf in Gestalt eines Globus dar. Der gelbliche Weltkugelkopf symbolisiert den weltweiten Handel. Im rechten Mundwinkel steckt eine meist weiße Pfeife. In der linken Hand hält das Männchen einen Aktenkoffer mit der Aufschrift „Leipziger Messe“ als symbolisches Reiseziel. Es trägt einen blauen Anzug und dazu einen blauen Hut, auf dem in Weiß das Doppel-M prangt, das als Signet auf die Einführung der Mustermesse im Jahr 1895 zurückgeht und seit 1917 das Logo der Leipziger Messe ist. Die Farben Blau und Gelb stehen für die Farben der Stadt Leipzig.

## Geschichte
Der Vater des Messemännchens war der DDR-Kunstpreisträger Gerhard Behrendt, der auch das Sandmännchen erschaffen hatte. Die Premiere der Symbolfigur war zur Leipziger Herbstmesse 1964. Die Figur warb über 30 Jahre für die weltbekannte Messe. Bis zum Ende der DDR wurde sie über 400.000-mal in Größen zwischen 16 Zentimetern und 1,60 Metern produziert.
Zu seinem 40. Geburtstag 2004 wurde das Messemännchen auf vielfachen Wunsch von Ausstellern und Bevölkerung als Maskottchen wiederbelebt. Es erschien in einer Auflage von 10.000 Stück zur Messe Auto Mobil International: „Es soll für unsere Publikumsmessen werben und als Identifikationsfigur die Nähe zwischen Messe und Bevölkerung zeigen.“ Die Messegesellschaft betonte, dass sie die einzige sei, die traditionell ein eigenes Maskottchen besitzt. Bis zum 50. Geburtstag 2014 wurden über 30.000 Stück verkauft. Zu diesem Jubiläum brachte die LVZ-Post eine Briefmarke mit dem Messemännchen als Motiv heraus.